# На всю катушку
«На всю кату́шку» (англ. Living Out Loud) — трагикомедия. Премьера в Канаде состоялась 15 сентября 1998 года на кинофестивале в Торонто, в США — 14 октября 1998 года на кинофестивале в Хамптоне.

## Сюжет
Джудит Мур, успешная жительница Нью-Йорка сделала карьеру как врач. Брак не сложился, женщина в разводе, тяжело переживает разрыв и испытывает депрессию. Неожиданно она находит утешение в отношениях с техником обслуживающим лифт в её доме, немолодым и одиноким Пэтом Франкато. Если Джудит рассматривает их отношения как дружбу, Пат относится к их связи, как к роману. Её подруга, певица Лиз Бейли пытается помочь паре найти общий язык.

## В ролях
- Холли Хантер — Джудит Мур
- Дэнни Де Вито — Пэт Франкато
- Куин Латифа — Лиз Бейли
- Мартин Донован — Роберт Нельсон
- Ричард Шифф
- Элиас Котеас
- Сьюзанн Шепард
- Мэрианжела Пино
- Эдди Сибриан
- Дженетт Голдстин
- Клаудия Шэр